# Porsche F8 753
Il Porsche F8 753 (noto anche con le nomenclature Porsche 753 e Porsche 753 B2) è un motore endotermico alternativo a ciclo Otto da competizione, costruito dalla Porsche per competere nel Campionato Mondiale di Formula 1.
È stato il primo motore Porsche progettato espressamente per questa categoria, al pari della vettura che l'ha utilizzato, la Porsche 804.
Tra le peculiarità di questo propulsore vi sono l'architettura a cilindri contrapposti e il raffreddamento ad aria, due caratteristiche insolite per un motore di Formula 1.

## Contesto
Durante gli anni venti e trenta l'industria automobilistica subì un'improvvisa accelerazione nello sviluppo dei motori e delle linee aerodinamiche delle macchine, per via di una intensificazione dell'attività agonistica che aveva portato alla nascita di federazioni organizzatrici di campionati continentali ed internazionali la cui massima espressione erano i cosiddetti Grand Prix, che ormai si correvano con veri e propri prototipi da gara e non più con mezzi derivati dalla serie.
Ma il secondo conflitto mondiale portò alla sospensione di qualsiasi attività, compresa quella delle corse automobilistiche.
Quando nel 1950 venne organizzato il primo campionato mondiale di Formula 1, le industrie non si erano ancora del tutto riprese dagli anni bui della seconda guerra mondiale ed alcune case automobilistiche si dovettero adattare alla produzione di altri beni (come ad esempio macchine utensili).
In questo modo le case che decisero di prendere parte al mondiale si trovarono nella condizione di dover schierare vetture vecchie di dieci anni per via dell'impossibilità di svilupparle.
Ma all'inizio degli anni sessanta molti costruttori si erano convertiti al nuovo filone di progettazione che prevedeva la locazione del motore in posizione posteriore centrale e quest'innovazione, insieme all'evoluzione motoristica, portò ad un'escalation prestazionale che suggerì agli organi federali di pensare a qualche soluzione per limitare le velocità delle vetture, che essendo sempre maggiori esponevano piloti e spettatori ad incidenti sempre più pericolosi.
Venne quindi deciso dal mondiale 1961 che avrebbero potuto partecipare ai Gran Premi solo auto con motore aspirato ed una cilindrata massima di 1500 cc.
La Porsche era intenzionata a prendere parte al mondiale, ma per molti anni non si schierò perché avrebbe dovuto spendere somme troppo elevate per lo sviluppo di un progetto completamente nuovo, in quanto in quegli anni produceva due modelli, la 356 dotata di un piccolo motore boxer 4 cilindri di derivazione Volkswagen Maggiolino, ma troppo piccolo e poco potente per contrastare i motori di Formula 1 dell'epoca e la Porsche 550 Spyder, macchina da competizione leggera e potente per avere un motore di soli 1500 cc. , ma anch'essa troppo poco prestante rispetto alle Formula 1.
Ma quando il regolamento venne modificato nel 1961, la casa della giumenta iniziò a gareggiare con delle versioni a ruote scoperte della 787 e della 718, due macchine derivate dalla 550 Spyder, poiché anch'esse avevano una cilindrata di 1500 cc e che si erano dimostrate dominanti in Formula 2.
Con questi bolidi i risultati furono incoraggianti perché la Porsche concluse terza il mondiale costruttori, dietro Ferrari e Lotus, mentre il suo pilota di punta Dan Gurney finì terzo a pari merito con Stirling Moss nel mondiale piloti, con tre podi e due piazzamenti a punti.
La valutazione dei teutonici fu che i tempi erano maturi per realizzare un progetto ad hoc per la nuova categoria, quindi per il 1962 si decise di costruire da zero la Porsche 804 equipaggiata col motore 753.

## Progetto

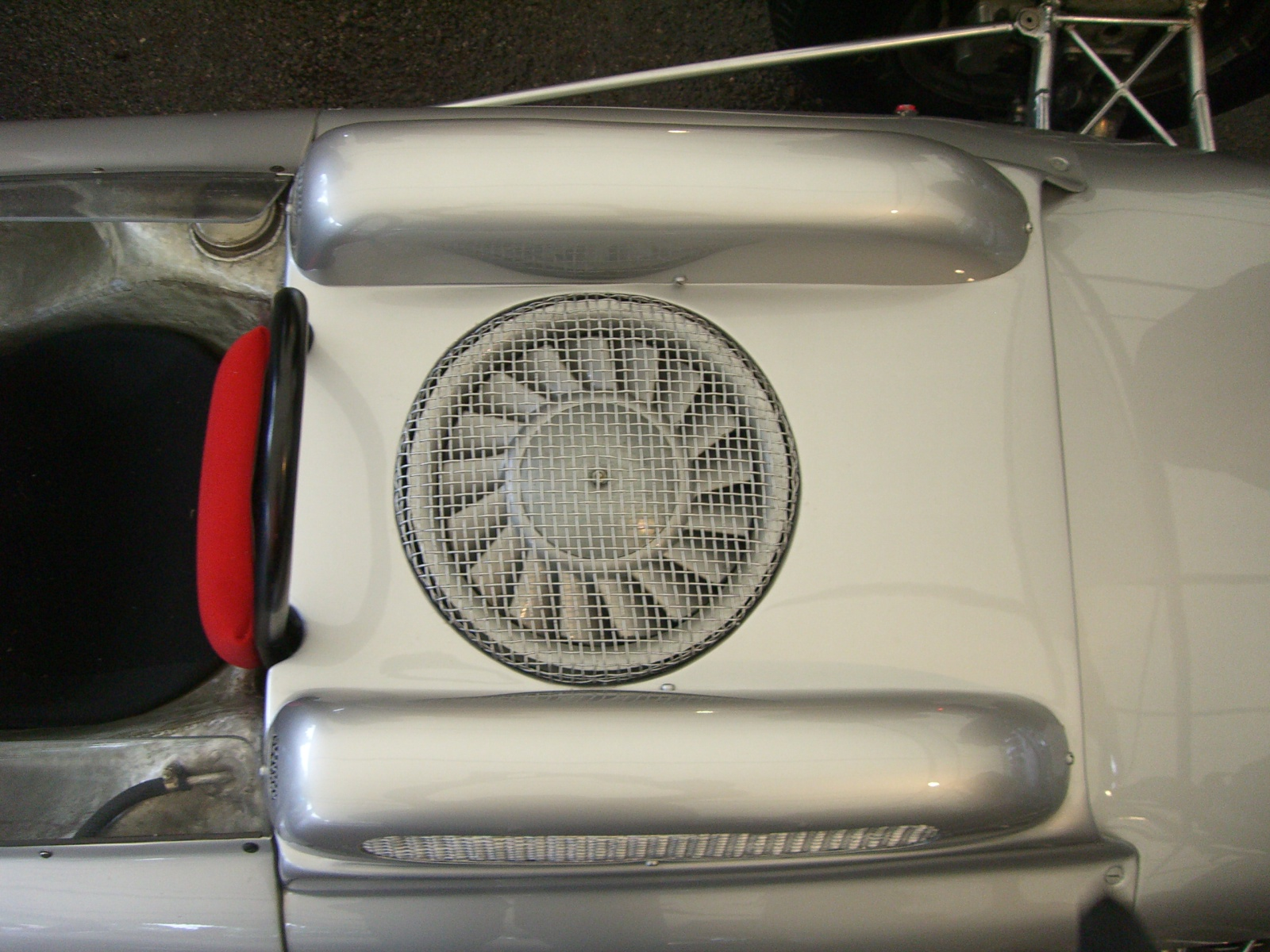
Particolare del cofano motore della Porsche 804, con la ventola dell'impianto di raffreddamento ad aria in evidenza, una peculiarità unica tra le vetture e i motori di Formula 1.

Il progetto del motore 753 venne inizialmente assegnato all'ingegnere Hans Hönick che decise di realizzare un motore boxer raffreddato ad aria per cercare di sfruttare il know how che l'azienda aveva acquisito con la progettazione di questo tipo di motori.
Come detto la Porsche aveva già in casa un quattro cilindri boxer derivato da quello del Maggiolino della Volkswagen che Ferdinand Porsche progettò negli anni trenta.
Questo propulsore era il cosiddetto 547, rivisto dal tecnico Ernst Fuhrmann, da cui prese il nome. Fuhrmann si occupò in particolare del sistema di distribuzione e del suo comando, realizzato per sostituire il vecchio schema ad aste e bilancieri, che venne rivisto per rendere il motore più potente ed adeguato a macchine più sportive come le Porsche.
Quindi Hönick decise di realizzare un otto cilindri per ottenere un motore più reattivo rispetto al quattro cilindri e di dotarlo del sistema di distribuzione del motore Fuhrmann visto che si era dimostrato vincente.
Questo prevedeva due alberi a camme in testa per bancata che venivano azionati da un cinematismo interno che prevedeva ruote dentate coniche e alberi di rinvio, mentre le camme non agivano direttamente sui piattelli delle punterie ma su bilancieri a dito il cui gioco era regolato dalla pressione dell'olio motore.
Questo permise di realizzare un motore molto affidabile, perché, in caso di rottura dei bilancieri, le valvole sarebbero tornate automaticamente alla posizione di chiusura senza andare ad impattare contro i pistoni in caso di variazioni della fasatura, che tra l'altro era sempre ottimale per via del recupero automatico del gioco delle punterie grazie al sistema di pressione dell'olio.
Tra gli altri vantaggi il sistema permetteva velocità di rotazione particolarmente elevate, ma richiedeva molto tempo per l'assemblaggio e la manutenzione.
Il blocco motore venne realizzato con una lega ultraleggera di magnesio ed alluminio, mentre le testate erano in alluminio.
Molto singolare il fatto che questi componenti fossero muniti di alette di raffreddamento a differenza dei motori delle altre case. Questo era necessario poiché lo smaltimento termico era assicurato da una ventola azionata dall'albero motore (di tipo monolitico) montata in posizione verticale al centro delle bancate, anziché tramite un sistema ad acqua.
Ma nonostante tutte le raffinatezze, durante le prime prove al banco il motore risultò addirittura meno potente del vecchio quattro cilindri Fuhrmann che erogava circa 175 cavalli, mentre il 753 era capace di 105 cavalli quando l'obiettivo era raggiungere i 200 cavalli per poter essere competitivo in Formula 1.
Durante i test si verificarono anche problemi di messa a punto della fasatura, di raffreddamento, cedimenti delle valvole di scarico e problemi nel calettamento del volano all'albero motore.
A quel punto il progetto venne preso in mano da un allora giovane Hans Mezger che individuò le cause delle scarse prestazioni principalmente nel rendimento termofluidodinamico del motore.
Infatti egli si accorse che con un angolo tra le valvole di 90° le perdite di carico nei condotti di aspirazione e scarico erano troppo elevate.
Questo disegno venne scelto da Hönick sulla base delle esperienze positive ottenute coi motori Fuhrmann, ma la cilindrata unitaria dell'otto cilindri era decisamente più piccola e richiedeva un angolo tra le valvole minore, quindi Mezger sviluppò due nuove testate, sempre con la camera di combustione emisferica come quella originale ma con un angolo tra le valvole inizialmente di 84° e successivamente di 72°.
Alle prove pratiche la seconda soluzione si rivelò la più efficace e venne adottata come definitiva.
In seguito il tecnico di Ottmarsheim decise di utilizzare bielle in titanio e perni di manovella alleggeriti per cercare di snellire il sistema, gravato dal peso del complesso impianto di distribuzione (che comunque generava alte dissipazioni per via degli attriti) e del rinvio di comando della ventola di raffreddamento.
In questa versione il motore riuscì ad erogare circa 185 cavalli ad oltre 9000 giri al minuto.
Questo valore venne ritenuto accettabile ma durante l'anno Mezger introdusse alcune migliorie legate al sistema di raffreddamento e una modifica mai realizzata per l'adozione di un comando di distribuzione di tipo desmodromico.
Le modifiche all'impianto di raffreddamento riguardavano l'azionamento della ventola, che venne dotata di una puleggia elettromagnetica.
In questo modo poteva essere abilitata o disabilitata dal pilota azionando un interruttore che eccitava o diseccitava l'elettromagnete che ingaggiava la puleggia della ventola.
Questa pratica poteva essere eseguita per un massimo di dieci secondi senza intaccare l'incolumità del motore per via di surriscaldamenti, come dimostrato dai test al banco.
In un secondo momento il sistema venne evoluto con l'utilizzo di un interruttore termostatico che sostituiva l'interruttore manuale, ed in pratica automatizzava l'impianto.
Con questa miglioria era possibile guadagnare fino a otto cavalli di potenza in funzione del regime di rotazione.
Il progetto desmo invece, si fermò allo stadio embrionale del foglio da disegno perché troppo dispendioso da realizzare.
Lo studio venne eseguito con lo scopo di incrementare il regime massimo di rotazione e con esso la potenza erogata.
In realtà il motore era stato progettato per regimi massimi di 12000 giri al minuto e poteva funzionare senza problemi in modo costante fino a 10000, ma le molle delle valvole avrebbero risentito del fenomeno della risonanza generando variazioni pericolose nella fasatura, quindi con un sistema desmodromico sarebbe stato possibile eliminarle e risolvere il problema.
Ma come detto non venne mai realizzato, diversamente da una versione del motore detta 753/1 che adottava una corsa ridotta.
Questa variazione venne costruita prima dello studio sul sistema desmodromico per verificare sul prototipo se con un regime di rotazione incrementato sarebbe stato possibile ottenere più potenza. Dai dati al dinamometro venne registrata una potenza di 133 cavalli che corrispondeva a circa 200 sul motore originale, ma i costi troppo elevati posero fine al progetto.
In Formula 1 il 753 e la Porsche 804 non furono particolarmente competitivi eccezion fatta per il Gran Premio di Francia 1962, ma il motore venne sviluppato con cilindrate maggiorate per le gare endurance nella sua versione 771, che ottenne svariati successi.